# Sport à Malte
Le sport à Malte concerne les activités physiques et sportives ayant lieu à Malte. 
Malte offre la possibilité de pratiquer de nombreux sports différents.
Le stade national Ta 'Qali se trouve à Attard, dans le centre de l'île.

## Disciplines

### Football
Le football est le sport le plus populaire à Malte avec plus de 10 000 licenciés. 
L'équipe nationale de football vaincu plusieurs adversaires qui ont atteint les phases finales de Coupes du monde (comme la Belgique et la Hongrie).
Récemment, un grand nombre de terrains de football ont été construits à travers l'île. La ligue de football de haut niveau, la Premier League maltais, se compose de 10 équipes. 
Le futsal est également très populaire.

### Water-polo
Le waterpolo est très populaire à Malte. L'équipe nationale de water-polo a obtenu d'excellents résultats contre des équipes fortes, et a participé aux Jeux olympiques à deux reprises. Les clubs maltais participent aux compétitions européennes organisées par LEN, sont considérés comme étant dans le top 10 ligues de waterpolo en Europe.

### Rugby
Le rugby à XV et le rugby à XIII sont tous deux pratiqués sur l'île de Malte.

### Snooker
Jusqu'en 2008 Malte accueillait un tournoi de snooker réputé, la malta cup.

### Bocci
Le bocci est la version maltaise du jeu de pétanque. En plus de différences dans les règles et le terrain sur lequel le jeu est joué, l'une des différences les plus évidentes entre le bocci maltais et ses équivalents étrangers est la forme des boules, qui sont tendance à être cylindriques plutôt que de forme sphérique.
Beaucoup de petits clubs (généralement appelé Klabbs tal-Bocci en maltais) peuvent être trouvés dans les localités de Malte et de Gozo : ils sont généralement bien fréquentés et très actifs au niveau local et européen.

## South End Core
Le South End Core est un groupe de supporters ou «ultras» qui soutiennent les équipes nationales maltaises. Ils soutiennent principalement le football, le futsal, le water-polo et le rugby. Ils organisent des décorations, des bannières, chantant et tifo pour soutenir leur pays.